# Tonono
Tonono, właśc. Antonio Afonso Moreno (ur. 25 sierpnia 1943 w Arucas, zm. 9 czerwca 1975 w Las Palmas de Gran Canaria) – hiszpański piłkarz, występujący na pozycji obrońcy.
W 1969 z zespołem UD Las Palmas zdobył wicemistrzostwo Hiszpanii. W latach 1967–1972 rozegrał 22 mecze w reprezentacji Hiszpanii.